# X-Force
X-Force è un gruppo di personaggi immaginari dei fumetti, pubblicati negli Stati Uniti d'America dalla Marvel Comics, che ha avuto negli anni varie formazioni. Il gruppo è stato protagonista di varie serie a fumetti.

## Storia editoriale

### Prima serie
La prima serie, X-Force (vol. 1), venne ideata da Fabian Nicieza (testi) e Rob Liefeld (testi e disegni) convertendo la serie già esistente New Mutants (vol. 1) a partire dal n. 100. Nell'agosto 1991 il primo numero di X-Force riuscì a vendere oltre 5 milioni di copie.
Dopo l'abbandono di Liefeld, il posto di disegnatore venne assegnato a nuovi artisti. Nicieza elaborò nuovi intrecci e trame soprattutto dopo l'uscita di scena di Cable all'inizio del 1993, per diventare protagonista della propria serie. X-Force cominciò a ruotare attorno a temi sempre più vicini a quelli delle soap opera, le storie dei personaggi si arricchirono di particolari legati alle loro famiglie, come per quella di Siryn, Rictor o Cannonball e vennero svelate parzialmente le origini di Shatterstar. Sempre in questo periodo vennero introdotti nuovi personaggi come Rusty e Skids. Dopo la partecipazione della serie al crossover L'Era di Apocalisse, si decise di cambiare la conduzione della testata a causa del calo di vendite. Il nuovo team creativo comprendeva lo scrittore Jeph Loeb e il disegnatore Adam Pollina che a partire dal n. 44 rinnovarono la serie attraverso nuove uniformi, lo spostamento del team dallo Xavier Institute a una base indipendente, l'abbandono di Rictor e l'entrata in scena di un nuovo personaggio, Calibano, mutante albino dotato di grande forza fisica e del cervello di un bambino. Loeb esplorò più approfonditamente le origini di Shatterstar e diede vita al cambiamento psicologico che portò alla trasformazione di Boom-Boom nella più aggressiva Meltdown.
Nel 1997 il testimone della serie passò allo scrittore John Francis Moore che preferì gestire un più ristretto gruppo di personaggi comprendente Meltdown, Siryn, Sunspot, Warpath e Danielle Moonstar. L'anno dopo, Moore e il disegnatore Jim Cheung spostarono nuovamente il quartier generale collocando la base a San Francisco e riportando nel team Cannonball, Domino e introducendo Bedlam, mutante capace di distruggere tutti i congegni elettronici nelle immediate vicinanze. Tuttavia anche dopo queste innovazione le vendite cominciarono a calare. Con lo scrittore Warren Ellis, conosciuto per il suo stile cinico e irriverente, la Marvel tentò di rilanciare il titolo ma, anche se si diminuì il cast, si optò per una versione più militaristica del team e s'introdusse il personaggio di Pete Wisdom come leader, le vendite continuarono a calare. L'ultimo numero della serie si concluse con una devastante esplosione che apparentemente uccise tutti i membri del team, anche se più tardi si scoprì che erano sopravvissuti.
Durante la gestione Morrison degli X-Men s'introdusse la X-Corporation, una società deputata all'aiuto dei mutanti su scala globale e si divisero fra le sue sedi quasi tutti i protagonisti di X-Force. Dal 2007, Cannonball e Warpath diventarono membri ufficiali degli X-Men, mentre Siryn e Rictor entrarono a far parte della X-Factor Investigations. Alcuni come Moonstar persero i loro poteri nell'M-Day, altri come Feral vennero uccisi mentre Shatterstar, Calibano e Domino aiutarono i 198 a evadere dallo Xavier Institute durante il crossover Civil War.
All'inizio del 2001, lo scrittore Peter Milligan e il disegnatore Mike Allred presero in mano le redini di X-Force e rimpiazzarono gli ormai conosciuti personaggi con un gruppo tutto nuovo di giovani ed emozionalmente immaturi mutanti, calzanti colorate uniformi e messi assieme per diventare star della televisione e del cinema. Con il n. 116, Milligan e Allred misero in piedi il loro progetto, tuttavia i fan non gradirono l'accostamento di questa nuova versione di X-Force a quella storica e così la Marvel chiuse la serie con il n. 129 e rinominato l'esperimento del duo X-Statix diede il benestare per la creazione di un'omonima testata.

#### Formazione
Il gruppo era composto da:
- Boom-Boom, alias Tabitha Smith. Adolescente capace di creare "bombe a tempo" proveniente dai Nuovi Mutanti.
- Cannonball, alias Samuel Guthrie. Mutante immortale, o X-Terno, capace di volare a forte velocità e sviluppare un proprio campo di forza impenetrabile.
- Cable, alias Nathan Summers. Telepate e telecineta fu l'anti-eroe grazie al quale cambiarono i toni e le atmosfere di Nuovi Mutanti, si scoprì essere il figlio di Ciclope e Madelyne Pryor.
- Domino, alias Neena Thurman. Assassina e mercenaria capace di manipolare i campi probabilistici ed amante di Cable. Si scoprì in seguito essere la mutaforma Copycat. La vera Domino si unì successivamente ad X-Force.
- Feral, alias Maria Callasantos. Mutante dall'aspetto felino con pelliccia, artigli e supersensi.
- Shatterstar, alias Gaveedra-Seven/Benjamin Russell. Spadaccino proveniente dal Mojoverso.
- Warpath, alias James Proudstar. Apache dotato di forza, velocità e resistenza superumane.

Più tardi si aggiunsero alla squadra la figlia di Banshee, Siryn erede dei suoi stessi poteri sonici, Rictor capace di sprigionare devastanti onde sismiche e Sunspot in grado di assorbire e rilasciare energia solare.
Principali nemici di questa formazione furono il mutante mascherato Stryfe, avente parecchi legami con Cable, ed il gruppo terroristico Fronte di Liberazione Mutante. Il team entrò spesso in contatto anche con altri personaggi Marvel come il mercenario Deadpool e la Confraternita dei mutanti.

### Seconda serie
Nel 2004 è stata pubblicata una miniserie di sei numeri, X-Force (vol. 2), scritta da Fabian Nicieza e disegnata da Rob Liefeld.

### Terza serie
Durante il crossover Messiah Complex, Ciclope ordinò a Wolverine di mettere assieme una nuova X-Force con lo scopo di rintracciare Cable e la piccola messia. Furono scelti per entrare a far parte della squadra tutti i migliori cacciatori e combattenti fra le file degli X-Men che, a seguito della localizzazione di Cable e lo scontro con Lady Deathstrike e i suoi Reavers, si ridussero di parecchi elementi. Dopo la conclusione del crossover, una nuova serie di X-Force prese il via in America dall'aprile 2008 con a capo Craig Kyle e Christopher Yost (testi e dialoghi) più Clayton Crain e Mike Choi (disegni). Le nuove atmosfere, le uniformi e i dialoghi mostrarono una serie molto differente dalle precedenti grazie anche alla caratterizzazione dei personaggi visti più come vigilanti che eroi. Giunta al termine col n. 28 (giugno 2010), dopo la conclusione del crossover Secondo avvento la serie ha dato vita ad una miniserie di tre numeri intitolata X-Force: Sex + Violence (luglio-settembre 2010).

#### Archi narrativi
- Angeli e demoni (Angels and Demons). Dopo che i Purificatori sottraggono la testa di Bastion da uno dei depositi S.H.I.E.L.D., Ciclope manda X-23 ad investigare mentre lui discute con un restio Wolverine della creazione di una nuova X-Force il cui compito sarebbe quello di dare la caccia ai nemici dei mutanti. Raggiunta X-23 mentre è appostata fuori dalla loro base, Wolverine e Warpath si aggregano a lei per darvi l'assalto scoprendo che i Purificatori hanno catturato Wolfsbane per consegnarla al reverendo Craig, suo padre. Fatta esplodere la base, X perde le tracce dei nemici che si riuniscono in un luogo nuovo per riportare in vita Bastion e condizionare la prigioniera che, una volta soccorsa e trasportata alla casa di Angelo in Colorado, attaccherà l'X-Man alato strappandogli le ali e riportandole ai suoi carcerieri. Guariti da Elixir, X-23 e gli altri assistono alla ricomparsa delle ali metalliche e l'aspetto blu e feroce di Arcangelo che parte alla volta della nuova base dei Purificatori. Nel frattempo, Bastion sfruttando la tecnologia dell'alieno tecnarca Magus ha riportato in vita i peggiori nemici degli X-Men e una fazione interna di Purificatori sfrutta le ali di Angelo per dotate alcuni dei suoi più valenti soldati, il cosiddetto Coro, di ali metalliche per riprendere il controllo del gruppo. Giunti alla scontro finale, Bastion affronta Wolverine prima di fuggire, X-23 viene salvata dalle grinfie del misterioso demone-vampiro Eli Bard da Warpath, Wolfsbane divora il padre e Arcangelo riassume l'aspetto di Angelo dopo aver massacrato il Coro.
- Vecchi fantasmi (Old Ghosts). Venuta a conoscenza che Svanitore aveva rubato una fiala di virus Legacy dal laboratorio del defunto Sinistro, X-Force si reca a Tokyo per prenderlo di sorpresa ma venendo intercettati da Domino che lavorava già sul caso. Benché restio a lavorare con la squadra, Svanitore si convince subito dopo che Elixir gli ha impiantato un tumore inoperabile al cervello e li porta al laboratorio dove vengono attaccati da numerosi cloni dei Marauders liberatisi dalla stasi. Il successivo scontro viene interrotto dall'arrivo del Right che mette in pericolo tutti i mutanti quando uno dei soldati del movimento distrugge la fiala di Legacy, che Svanitore si era lasciato dietro la prima volta spaventato dai Marauders, riversandone il contenuto dentro X-23. Decisa a portare a termine la missione, X si prepara a suicidarsi gettandosi in un calderone di metallo fuso ma l'intervento di Elixir che la cura impedisce ciò. Contemporaneamente, Warpath decide di andare a rendere omaggio ai morti della sua tribù, tuttavia durante il tragitto subisce l'attacco di un Demone Orso. Quando la forza bruta si rivela inutile, in suo aiuto accorre Ghost Rider grazie al quale scopre che una sorta di lama maledetta infettava gli spiriti guida della sua tribù forzandoli a rivoltarglisi contro. Tornato alla residenza di Warren, chiede ad X-Force di mettersi sulle tracce di Eli Bard, non prima però di aver raccontato loro ciò che gli spiriti gli avevano mostrato vale a dire l'intera vita dell'uomo fino al suo ultimo atto: resuscitare mutanti deceduti per offrirne le anime alla sua amata regina Selene.
- Lebbra suicida (Suicide Leper). Ciclope informa X-Force dell'inspiegabile morte di Beautiful Dreamer assieme a quella di migliaia di umani durante uno dei comizi degli Amici dell'Umanità. Supponendo che la causa dell'improvviso aumento dei suoi poteri ed il loro collasso sia dovuto all'azione di un ceppo mutato del virus Legacy, invia la squadra al successivo comizio informandoli nel mentre di essere quasi riuscito a localizzare Cable e dando loro alcuni dispositivi di teletrasporto. Giunti sul luogo dell'incontro elettorale, assistono al massacro provocato dall'esplosione di Fornace, anche lui infettato dal Legacy, e durante la fuga Arcangelo riesce a scorgere la Regina Lebbrosa sul tetto di uno degli edifici. Informato della notizia, Ciclope viene avvertito dalle Naiadi della sparizione di Satiro, Surge e Boom-Boom: ai primi due viene iniettato il virus e spediti alla sede delle Nazioni Unite a New York City, mentre la terza viene utilizzata dalla Regina come esca per attirare X-Force e costringerli ad ucciderla (poiché il controllo esercitato su di lei da Bastion la obbliga a compiere azioni contro il suo volere, come uccidere esseri umani). Tuttavia, poco prima che riescano a salvare gli ostaggi, Bestia localizza Cable e Ciclope attiva i dispositivi per il teletrasporto contro le proteste di Wolverine spedendo X-Force nel futuro. Rimasta in vita, la Regina uccide Boom-Boom.
- Messiah War. Giunta nel 2973 contro la propria volontà e con sole trentatré ore e mezza per compiere la propria missione pena la morte, X-Force si alleerà con Cable per difendere Hope dalla minaccia congiunta di Alfiere e Stryfe, leader incontrastato del pianeta dopo aver sconfitto Apocalisse.
- Non ti lascio indietro (Not Forgotten). Tornata in tempo per uccidere la Regina Lebbrosa evitando l'omicidio di Boom-Boom, stremata dal viaggio temporale X-23 perde i sensi nel momento in cui H.A.M.M.E.R. fa irruzione nell'edificio prendendola prigioniera. Alla sede dell'O.N.U., intanto, la Lega Sapiens è pronta a liberare Satiro e Surge ormai saturati di Legacy mentre il Consiglio delle Nazioni Unite discute se approvare la formazione della Divisione Risposta Mutante proposta da Trask e Lang (controllati da Bastion). Soccorso da Wolverine Satiro viene curato da Elixir appena in tempo per lasciare che il ragazzo si occupi anche di Surge riportata indietro dalla sua fuga da Arcangelo, tuttavia poco prima che riesca nel suo intento i poteri di questa sublimano in una gigantesca onda di elettricità fermata solo dalla telecinesi di Julian. Ritornati alla base, dopo aver informato Ciclope e Bestia delle condizioni di Hope e Cable nel futuro, Wolverine si mette alla ricerca di X-23 ignaro che venga tenuta in ostaggio da Facility e Kimura, sua vecchia aguzzina. Torturata e mutilata di un braccio, X viene soccorsa dall'agente Morales di H.A.M.M.E.R. che la porta al riparo in uno dei magazzini in cui è contenuto l'attivatore capace di costringerla ad uccidere anche contro la sua volontà. Intrappolate al suo interno, X la prega di rimanere nascosta mentre contamina l'impianto antincendio con l'attivatore e lo aziona: subìta l'influenza del composto comincia ad uccidere le guardie che le bloccano la strada fino a quando Kimura non le blocca nuovamente la fuga. Presa di sorpresa l'aguzzina Morales le dà fuoco mentre il complesso viene distrutto da parecchi esplosivi precedentemente piazzati permettendo loro di fuggire. Nel frattempo, rimasta alla villa di Worthington tra le Montagne Rocciose, Wolfsbane si riunisce con il suo antico spasimante asgardiano Hrimhari passandoci la notte insieme prima di venire attaccata dai Giganti dei Ghiacci che lo inseguivano. Al termine della lotta e senza alcun apparente motivo, cade in uno stato comatoso mentre un disperato Hrimhari chiede aiuto a Warpath e Arcangelo per arrivare a Utopia e trovare Elixir; all'insaputa degli X-Men, Eli Bard con l'aiuto di Calibano si reca sulla tomba di Doug Ramsey infettandone il corpo con virus T.O. trafugato in precedenza dal tecnarca Magus e resuscitandolo mentre a New Orleans Selene interpella una rediviva Destiny per conoscere il suo futuro.
- Necrosha. Assediati da ogni lato, gli X-Men affrontano vecchi nemici ormai defunti riportati in vita da Selene per permetterle l'ascensione alla divinità. Dietro ordine di Ciclope X-Force si frappone tra il nefasto destino della Regina Nera e la salvezza del genere mutante.
- Secondo avvento (Second Coming). Il ritorno di Cable e Hope dal futuro dà inizio al piano di Bastion per la distruzione del genere mutante. Forte della presenza di truppe del Right, Purificatori, Amici dell'Umanità e Lega Sapiens il Consiglio Umano guidato dall'androide colpisce duramente gli X-Men, portando alla luce l'esistenza di X-Force e delle missioni da questa compiute generando incredulità e disgusto generali.

### Quarta serie
Utilizzando il crossover Vendetta del gennaio 2014 che intreccia Cable and X-Force e Uncanny X-Force, la Marvel pubblica una nuova testata dedicata a X-Force mettendo assieme i personaggi dei due precedenti titoli. Sotto l'etichetta All-New Marvel NOW! a partire dal febbraio 2014, Simon Spurrier (testi) e Rock-He Kim (disegni) danno vita ad una nuova squadra composta da ladri, ninja, spie e soldati con il compito di raccogliere informazioni vitali per la sopravvivenza di tutti i mutanti e mettere fine alle minacce che li affliggono.

#### Archi Narrativi
- Azioni Offensive Cable fonda una nuova X-Force, per poter fare il "lavoro sporco" necessario per la sopravvivenza dei mutanti. Nella storia si scopre che Hope è in coma a causa di un attacco terroristico è ciò ha convinto Cable a formate la nuova squadra.

## Autori
| Sceneggiatori | Disegnatori |
| --- | --- |
| - Rob Liefeld e Fabian Nicieza, 1991-1992 - Fabian Nicieza, 1991-1995 - Jeph Loeb, 1995-1996 - John Dokes,1997 - John Francis Moore, 1997-1998 - Joseph Harris, 1998-2000 - Warren Ellis e Ian Edginton, 2000 - Ian Edginton, 2000-2001 - Peter Milligan, 2001-2002 - Fabian Nicieza, 2004-2005 - Christopher Yost e Craig Kyle, 2008-2010 - Simon Spurrier, 2014-oggi | - Rob Liefeld, 1991-1992 - Mike Mignola, 1992 - Mark Pacella, 1992-1992 - Terry Shoemaker, 1992 - Greg Capullo, 1992-1993 - Matt Broome - Tony Daniel - Paul Pelletier - Adam Pollina - Jim Cheung - Whilce Portacio, 2000 - Mike Allred, 2001-2002 - Darwyn Cooke - Duncan Fegredo - Rob Liefeld, 2004-2005 - Clayton Crain, 2008-2010 - Mike Choi, 2008-2010 - Alina Urusov, 2009 - Rock-He Kim, 2014-oggi |

## Formazione
| Numeri  | Personaggi prima serie                                                               |
| ------- | ------------------------------------------------------------------------------------ |
| 1-2     | Boomer, Cable, Cannonball, Copycat (Domino), Feral, Shatterstar, Warpath             |
| 3-14    | Boomer, Cable, Cannonball, Copycat, Feral, Shatterstar, Siryn, Warpath               |
| 15-18   | Boomer, Cannonball, Feral, Rictor, Shatterstar, Siryn, Sunspot, Warpath              |
| 19-23   | Boomer, Cannonball, Feral, Lila Cheney, Rictor, Shatterstar, Siryn, Sunspot, Warpath |
| 24      | Boomer, Cannonball, Feral, Rictor, Shatterstar, Siryn, Sunspot, Warpath              |
| 25-28   | Boomer, Cable, Cannonball, Feral, Rictor, Shatterstar, Siryn, Sunspot, Warpath       |
| 29-43   | Boomer, Cable, Cannonball, Domino, Rictor, Shatterstar, Siryn, Warpath               |
| 44-50   | Boomer, Cable, Calibano, Domino, Shatterstar, Siryn, Sunspot, Warpath                |
| 51-69   | Cable, Calibano, Domino, Meltdown, Rictor, Shatterstar, Siryn, Sunspot, Warpath      |
| 70-81   | Meltdown, Moonstar, Siryn, Sunspot, Warpath                                          |
| 83-86   | Bedlam, Cannonball, Meltdown, Moonstar, Siryn, Sunspot, Warpath                      |
| 87-91   | Bedlam, Cannonball, Domino, Meltdown, Moonstar, Siryn, Sunspot, Warpath              |
| 92-101  | Bedlam, Cannonball, Domino, Meltdown, Moonstar, Warpath                              |
| 102-106 | Bedlam, Cannonball, Meltdown, Warpath, Pete Wisdom                                   |
| 102-115 | Bedlam, Cannonball, Domino, Meltdown, Warpath                                        |
| 116     | Anarchico, Ariete, Doop, Gin Genie, Plazm, U-Go Girl, Zeitgeist                      |
| 117-118 | Anarchico, Bloke, Doop, Orfano, Phat, Sant' Anna, U-Go Girl, Vivisector              |
| 119     | Anarchico, Doop, Orfano, Phat, Sint' Anna, U-Go Girl, Vivisector                     |
| 120     | Anarchico, Doop, Orfano, Phat, U-Go Girl, Vivisector                                 |
| 121-124 | Anarchico, Doop, Orphan, Phat, Spike, U-Go Girl, Vivisector                          |
| 125-128 | Anarchico, Dead Girl, Doop, Orfano, Phat, Spike, U-Go Girl, Vivisector               |
| 129     | Anarchico, Dead Girl, Doop, Orfano, Phat, Vivisector                                 |
|         | Personaggi seconda serie                                                             |
| 1-6     | Cable, Cannonball, Domino, Kosch, Meltdown, Shatterstar, Sunspot, Warpath            |
|         | Personaggi terza serie                                                               |
| 1-3     | Warpath, Wolfsbane, Wolverine, X-23                                                  |
| 4-8     | Arcangelo, Elixir, Warpath, Wolfsbane, Wolverine, X-23                               |
| 9-25    | Arcangelo, Domino, Elixir, Svanitore, Warpath, Wolfsbane, Wolverine, X-23            |
| 26      | Arcangelo, Domino, Svanitore, Wolverine, X-23                                        |
| 27-28   | Arcangelo, Cable, Cypher, Domino, Wolverine, X-23                                    |
|         | Personaggi quarta serie                                                              |
| 1-      | Cable, Doctor Nemesis, E.V.A, Fantomex, Hope Summers, Marrow, MeMe, Psylocke         |

## Altri media
La X-Force appare nell'universo cinematografico degli X-Men, inoltre Jeff Wadlow è stato assunto dalla 20th Century Fox per scrivere un film sulla X-Force. Fra i personaggi figuravano Deadpool e Cable. Nel giugno 2014, a un anno dall'annuncio di Jeff Wadlow come regista, Rob Liefeld, creatore del fumetto, in risposta a un fan dichiara che le possibilità di vedere la trasposizione cinematografica sono poche a causa degli impegni della 20th Century Fox sulla prosecuzione della saga degli X-Men e il reboot di Fantastic Four, ma l'annuncio della presenza di Cable nel sequel di Deadpool e un concept sulla formazione del film trapelato online, in cui figurano tra gli altri Cable, Domino, Cannonball, Warpath e un misterioso personaggio femminile riaccende le speranze dei fan, coadiuvate dal potenziale successo del suddetto Deadpool.
Il 17 luglio 2015 Ryan Reynolds, interprete di Deadpool al cinema, parla della possibilità di vedere il suo personaggio insieme al Wolverine di Hugh Jackman: "Voglio dire, chi non vorrebbe spendere più tempo con Wolverine? Io e Hugh siamo amici da anni. Non credo che ci sia posto per un team-up del genere in un film stand-alone ma, in una pellicola giusta al momento giusto, non sarebbe fico?". E riguardo alla possibilità di un film su X-Force, l'attore afferma: "Mi piacerebbe molto ma solo se Deadpool non ne fosse il leader. Ci dovrebbe essere uno come Cable a guidare quel team."
L'8 febbraio 2016 Reynolds torna a parlare della possibilità di avere un film su X-Force nel futuro del personaggio: "Se faremo altri film su Deadpool in futuro sicuramente esploreremo molto anche gli X-Men e, possibilmente, anche X-Force. X-Force è una priorità personale, vorrei farlo" e spiega che dovrebbe essere vietato ai minori: "Deadpool ha aperto la strada ai cinecomic vietati. Ci sono tanti cinefumetti là fuori, mi piacerebbe vederne un po' di più vietati. Solitamente Hollywood copia sempre quel che ha successo, quindi se Deadpool lo avrà ne vedremo un po' di più con il rating R. Non penso vedrete mai un Avenger vietato ai minori ma un X-Force... sì".
In Deadpool 2 (2018), Deadpool, per salvare un ragazzino mutante di nome Russell Collins, forma una squadra guidata da lui, composta da Domino, Shatterstar, Bedlam, Svanitore e un normale umano di nome Peter che chiama X-Force per salvare Russell da un convoglio; il gruppo salta da un aeroplano per salvare il ragazzino, ma tutti i membri dell'X-Force, tranne Deadpool e Domino, sfortunatamente muoiono durante la caduta, così Deadpool e Domino combattono contro Cable per impedirgli di uccidere Russell. Alla fine il gruppo ritorna in piedi essendo ora composto da Deadpool, Domino, il redento Cable, Colosso ed il tassista Dopinder, sebbene sia implicito che si aggiungeranno dei nuovi membri.